# Alexander Toril
Alexander Toril Boquoi (Córdoba, 25 juli 1996) is een Spaans-Duits autocoureur. Zijn broer Miguel is ook autocoureur en komt uit in verschillende GT-kampioenschappen. Ook zijn ouders zijn voormalig autocoureurs en hebben meegedaan in rallykampioenschappen.

## Carrière
Toril begon zijn autosportcarrière in 2003 op zevenjarige leeftijd in het karting. In 2006 won hij het kartkampioenschap van Andalusië. In 2007 werd hij hier in de Cadet-klasse derde en was hij de beste rookie van het jaar. In 2008 werd hij zesde in het nationale kartkampioenschap. In 2009 stapte hij over naar de KF3-klasse in karts van Formule 1-coureur Fernando Alonso. In het kampioenschap van Andalusië werd hij tweede en in het nationale kampioenschap opnieuw zesde. In 2010 bleef hij hier rijden en eindigde als derde in het nationale kampioenschap. Ook in het Europese kartkampioenschap, de WSK Euro Series, nam hij deel en eindigde hij als achtste als beste Spaanse coureur.
In 2011 maakte Toril de overstap naar het formuleracing, waarin hij uitkwam in het Franse Formule 4-kampioenschap met een Duitse racelicentie. Met een twaalfde plaats op het Circuit de Pau als beste resultaat eindigde hij puntloos als negentiende in het kampioenschap.
In 2012 stapte Toril over naar de Europese F3 Open met een Spaanse racelicentie, waar hij uitkwam voor het team RP Motorsport in zowel het hoofdkampioenschap als de Copa F308/300-klasse. Met twee podiumplaatsen eindigde hij in deze klasse als zevende, terwijl hij in het hoofdkampioenschap met een achtste plaats op het Circuit de Catalunya als beste resultaat als achttiende eindigde.
In 2013 bleef Toril in de Europese F3 Open rijden voor RP. Dit seizoen nam hij enkel deel aan het hoofdkampioenschap. Hierin eindigde hij met vier podiumplaatsen achter Ed Jones, Sandy Stuvik, Nelson Mason en Santiago Urrutia als vijfde in het kampioenschap.
In 2014 stapt Toril over naar het Europees Formule 3-kampioenschap, waar hij uit gaat komen voor het team T-Sport.